# كارين دالتون
كارين دالتون (بالإنجليزية: Karen Dalton)‏ هي موسيقية ومغنية وعازفة قيثارة ومغنية مؤلفة وملحنة أمريكية، ولدت في 19 يوليو 1937 في إنيد في الولايات المتحدة، وتوفيت في 19 مارس 1993 في نيويورك في الولايات المتحدة بسبب سرطان الحنجرة.

## وصلات خارجية
- كارين دالتون على موقع ميوزك برينز (الإنجليزية)
- كارين دالتون على موقع أول ميوزيك (الإنجليزية)
- كارين دالتون على موقع ديسكوغز (الإنجليزية)